# Lipovac Majur
Lipovac Majur (1971-ig Lipovac Daruvarski) falu Horvátországban Belovár-Bilogora megyében. Közigazgatásilag Daruvárhoz tartozik.

## Fekvése
Belovártól légvonalban 40, közúton 52 km-re délkeletre, Daruvár központjától 4 km-re északnyugatra, Nyugat-Szlavóniában fekszik.

## Története
A település a 19. század végén majorként keletkezett erdőirtással a Lipovac nevű erdőben. Az olcsó földterületek miatt és a jobb megélhetés reményében jelentős számú cseh lakosság telepedett le itt. Az első világháború után 1918-ban az új szerb-horvát-szlovén állam, majd később (1929-ben) Jugoszlávia része lett. 1941 és 1945 között a németbarát Független Horvát Államhoz, háború után a település a szocialista Jugoszláviához tartozott. A település 1991-től a független Horvátország része. 1991-ben lakosságának 57%-a horvát, 38%-a cseh nemzetiségű volt. 2011-ben a településnek 83 lakosa volt, akik főként mezőgazdasággal, állattartással foglalkoztak.

## Lakossága
| Lakosság változása | Lakosság változása | Lakosság változása | Lakosság változása | Lakosság változása | Lakosság változása | Lakosság változása | Lakosság változása | Lakosság változása | Lakosság változása | Lakosság változása | Lakosság változása | Lakosság változása | Lakosság változása | Lakosság változása | Lakosság változása |
| ------------------ | ------------------ | ------------------ | ------------------ | ------------------ | ------------------ | ------------------ | ------------------ | ------------------ | ------------------ | ------------------ | ------------------ | ------------------ | ------------------ | ------------------ | ------------------ |
| 1857               | 1869               | 1880               | 1890               | 1900               | 1910               | 1921               | 1931               | 1948               | 1953               | 1961               | 1971               | 1981               | 1991               | 2001               | 2011               |
| 0                  | 0                  | 0                  | 0                  | 0                  | 0                  | 0                  | 168                | 183                | 195                | 205                | 173                | 142                | 117                | 119                | 83                 |

(1948-ig településrészként.)